# Makra (regény)
A Makra Kertész Ákos 1971-ben megjelent regénye, az író legnépszerűbb műve, amely 2007-ig 11 fordításban és 1 200 000 példányban kelt el.
A Tamás Gáspár Miklós által a „kommunista dezillúziós irodalom” részeként elkönyvelt regény az Akadémiai Kiadó 1990-ben megjelent irodalomtörténeti kézikönyve szerint „Kertész Ákost pályája csúcsán mutatja.” A 21. században megítélése vitatott: míg Grendel Lajos szerint „művészileg sikerült darab,” Körmendy Zsuzsa (mandiner.hu) véleménye az, hogy a „csekély irodalmi értéke az évtizedekkel elenyészett;” Jolanta Jastrzębska pedig elismerte a regény szociografikus értékét, de vitatta a szöveg irodalmiságát.
A mű színpadi átültetését az 1971–1972-es évadban a József Attila Színház mutatta be Berényi Gábor rendezésében, a címszerepben Kránitz Lajossal; 1972-ben film készült belőle Rényi Tamás rendezésében, a címszerepben Juhász Jácinttal.

## Keletkezése
A Makra az író harmadikként megjelent regénye, amelyben leszámolt az írásaiban  korábban jelen levő munkásromantikával. Lényeges előzménye a Sikátor című regény (1965), amely az író szerint „a Makra előkészítője minden szempontból, Sikátor nélkül nincs Makra.”
Az író saját bevallása szerint az asszimilálódott zsidó létet írta meg regényében, „akkor még modell mögé bújva.” Megírásához felhasználta karosszérialakatosként szerzett saját tapasztalatait is. Vali alakját feleségéről, Horváth Gitáról mintázta, és neki ajánlotta a könyv első kiadását.
A regény először folytatásokban jelent meg 1970-ben az Új Írás-ban, majd 1971-ben a Magvető Könyvkiadó könyv alakban is kiadta. A kiadás 67 000 -es példányszáma azt jelezte, hogy a hivatalos kultúrpolitika támogatandónak ítélte a művet, melynek szerzőjét 1972-ben a József Attila-díj II. fokozatával tüntették ki.

## Történeti háttere
A történet első része a Rákosi-korszakban, a második része a Kádár-korszakban játszódik. A főszereplő „ezerkilencszázötvennégy húsvét vasárnapján még elégedett ember volt”, „ötvenöt januárjában ismerkedett meg Valival.” Az ezt megelőző időszakokra csak egy-egy utalás, visszaemlékezés történik („negyvennégy őszén pedig az Üllői úton zsidók menetébe botlott; csontsovány, rongyos nőket, gyerekeket, öregeket hajtottak kizabált egyenruhás nyilasok;” „híre jött, hogy Gazsi bátyját a wienerneustadti fogolytáborban elvitte a tífusz, és unokabátyja a Don-kanyarban maradt;” „negyvennégyben kényszerleszállást hajtott végre egy vadászgéppel szovjet területen, így lett partizán, majd az új hadsereg tisztje negyvennyolcig, mikor kirúgták a honvédségtől és a pártból is, letartóztatták, majd egy fél év múlva kiengedték, nem lehetett tudni, miért”).
A regény második része „vagy tíz esztendővel később”, tehát az 1960-as évek közepén indul. Az 1956-os forradalom nem jelenik meg részletesen, a főszereplő szanatóriumban van, és csak áttételesen értesül az eseményekről. A megjelenés időszakában szokatlan módon a regény nem ábrázolja egyértelműen negatív jelenségként a forradalmat.
Noha a regény az egyéni sorsokra összpontosít, és nem fest széles társadalmi körképet, az egyéni élettörténetekben megjelennek a második világháború utáni korszak változásai és változatlan jellemzői. A cselekmény idejét egy-egy jellemző szó is érzékelteti (például népi kollégium, leburzsujkurvázott, disszidált).

## Szereplői
Makra Ferenc
Szombathy Vali
Zselényi Dezső (Kadét)
Sztanek Mátyásné (Edit)
Kerék Magdolna (Magdus)

## Kiadásai

### Magyar nyelven
- Makra. Budapest: Magvető. 1971.  [19]
- Makra. Budapest: Szépirodalmi. 1971.  [19]
- Makra. Budapest: Szépirodalmi. 1972.  = Szépirodalmi zsebkönyvtár,  [19]
- Makra. Budapest: Szépirodalmi. 1973.  = Szépirodalmi zsebkönyvtár,  [19]
- Makra. Budapest: Szépirodalmi. 1974.  = Szépirodalmi zsebkönyvtár,  ISBN 9631501566 [19]
- Két regény (Sikátor, Makra). Budapest: Magvető–Szépirodalmi. 1979.  = 30 év,  [19]
- Két regény (Sikátor, Makra). Bratislava–Budapest: Madách–Magvető–Szépirodalmi. 1979.  = 30 év,  [19]
- Sikátor. Makra. Családi ház manzárddal. Budapest: Szépirodalmi. 1987.  ISBN 9631532488 [19]
- Makra. Budapest: Máyer. 1996.  = Máyer könyvek,  ISBN 9638559403 [19]
- Makra. Budapest: Kossuth. 2005.  = Korunk klasszikusai,  ISBN 9630947374 [19]

### Fordítások
- (szlovénül) Makra. Ford. Vlado Peteršič. Murska Sobota: Pomurska založba. 1973.  [19]
- (németül) Das verschenkte Leben des Ferenc Makra. Ford. Jörg Buschmann. Berlin: Volk u. Welt. 1975.  [19]
- (németül) Das verschenkte Leben des Ferenc Makra. Ford. Jörg Buschmann. Tübingen, Basel: Erdmann. 1975.  = Geistige Begegnung des Instituts für Auslandsbeziehungen, Stuttgart,  49. [19]
- (lengyelül) Makra, czyli cena przegranej. Ford. Tadeusz Olsanski. Warszawa: Państwowy Instytut Wydawniczy. 1975.  = Wspólczesna proza swiatowa,  [19][20]
- (németül) Das verschenkte Leben des Ferenc Makra. Ford. Jörg Buschmann. Berlin: Volk u. Welt. 1976.  [19]
- (észtül) Makra. Ford. Edvin Hiedel. Tallinn: Perioodika. 1977.  = Loomingu raamatukogu,  [19]77/10-13. [19]
- (svédül) Makra - en vanliig människa. Ford. Maria Ortman. Helsingborg: Forum. 1978.  [19]
- (németül) Das verschenkte Leben des Ferenc Makra. Ford. Jörg Buschmann. Berlin: Volk u. Welt. 1978.  = Roman-Zeitung,  342. [19]
- (szlovákul) Životné prehry F. Makru. Ford. Karol Wlachovsky. Bratislava: Tatran. 1979.  = Knižnica modernej svetovej prózy,  [19][20]
- (lengyelül) Makra, czyli cena przegranej. Ford. Tadeusz Olsanski. Warszawa: Państwowy Instytut Wydawniczy. 1980.  = Kolekcja literatury węgierskiej,  ISBN 83 06 00146 X [19]
- (finnül) Kunnon ihminen. Tuomo Lahdelma, Imre Szente. Jyväskylä: Gummerus. 1981.  = Unkarin kirjallisuutta,  [19]
- (csehül) Makra. Ford. Ernestina Domanová. Praha: DILIA. 1982.  = Malá řada socialistickych autoru,  [19][20]
- (románul) Moartea lui Makra Ferenc. Ford.Ariana Guran-Hóvári. Cluj-Napoca: Dacia. 1982.  [19]
- (japánul) Makura. Frod. Miyasaka Ichiko. Tōkyō: Kōbunsha. 1988.  ISBN 4770406819 [19]
- (bolgárul) Makra. Ford. Katâ Kamenova. Sofia: Profizdat. 1988.  [19]
- (spanyolul) Un hombre cualquiera. Ford. Basilio Losada, Isi Feuerhake. Barcelona: Ediciones B. 1989.  = Tiempos modernos,  ISBN 844060923X [19]
- (franciául) Makra. Ford. Georges Kassai, Gilles Bellamy. Orléans: L'Harmattan. 2006.  = L'écarlate,  ISBN 9782296032200 [19]